# Colonización de asteroides

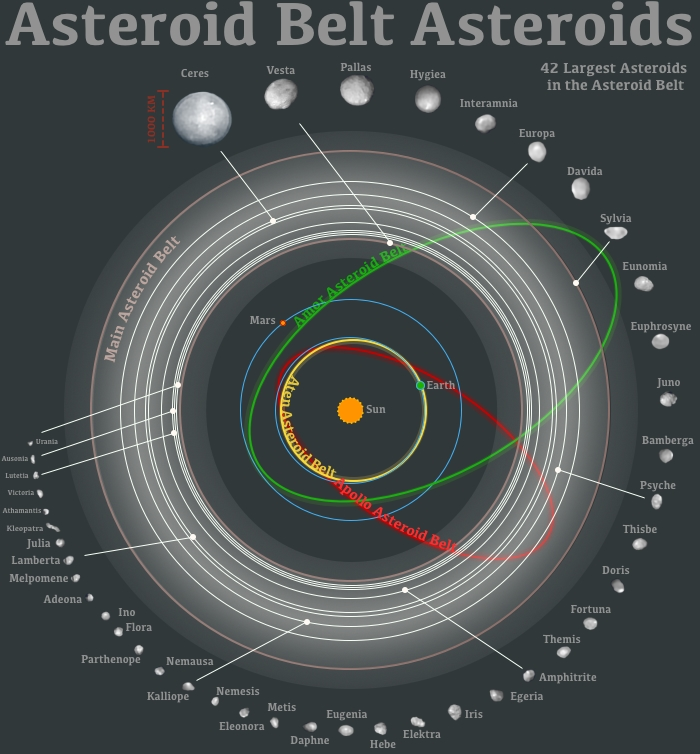
Principal cinturón de asteroides. Los 42 asteroides más grandes:
Asteroide Amor
Asteroide Apolo
Asteroide Atón

Los asteroides, incluidos los del cinturón de asteroides, han sido propuestos como posibles sitios para la colonización espacial. Los motivos incluyen la supervivencia de la humanidad y la oportunidad económica específica de la minería de asteroides. Los obstáculos incluyen la distancia de transporte, la temperatura, la radiación, la falta de gravedad y problemas psicológicos.
La mayoría de los asteroides contienen minerales que podrían ser extraídos. Dado que estos cuerpos no tienen pozos gravitacionales sustanciales, solo se necesita un bajo delta-V para transportar materiales a un sitio de construcción. Se estima que hay suficiente material en el cinturón de asteroides principal para construir suficientes hábitats espaciales equivalentes a la superficie habitable de 3.000 Tierras.
El cinturón de asteroides tiene alrededor de 1018 toneladas métricas de material disponible, unas diez mil veces más que en los asteroides cercanos a la Tierra. Sin embargo, está distribuido de forma dispersa, ya que cubre una vasta región del espacio. El asteroide más grande es Ceres, que con unos 940 km de diámetro es lo suficientemente grande como para ser un planeta enano. Los dos siguientes más grandes son Pallas y Vesta, ambos de unos 520 km de diámetro. Las naves de suministro no tripuladas serían viables con pocos avances tecnológicos, incluso cruzando 500 millones de kilómetros de espacio. Los colonos tendrían un fuerte interés en asegurarse de que su asteroide no impacte con la Tierra o cualquier otro cuerpo de masa significativa, pero tendrían una enorme dificultad para mover un asteroide de cualquier tamaño. Las órbitas de la Tierra y la mayoría de los asteroides están muy separadas en términos de delta-v, y los cuerpos asteroidales tienen un enorme momento lineal. Se podrían instalar cohetes o lanzadores de masas en los asteroides para dirigir su trayectoria hacia un curso seguro.

## Fuerzas impulsoras
Uno de los principales argumentos para la colonización espacial es garantizar la supervivencia a largo plazo de la especie humana. En caso de un desastre artificial o desastre natural a nivel mundial, una colonia espacial permitiría la continuación de la especie humana. Michael Griffin, administrador de la NASA en 2006, expresó el caso de la siguiente manera:

"… el objetivo no es solo la exploración científica … también se trata de extender el rango del hábitat humano desde la Tierra hacia el sistema solar a medida que avanzamos en el tiempo … A largo plazo, una especie de un solo planeta no sobrevivirá … Si queremos que los humanos sobrevivan durante cientos de miles o millones de años, debemos poblar otros planetas."

Un argumento específico para la colonización de asteroides es el potencial económico de la minería de asteroides. Los asteroides contienen una cantidad significativa de materiales valiosos, incluyendo minerales raros y metales preciosos, que pueden ser extraídos y transportados de vuelta a la Tierra para su venta. Con aproximadamente tanto hierro como el mundo produce en 100.000 años, 16 Psique es uno de esos asteroides valorado en aproximadamente 10 quintillones de dólares en hierro metálico y níquel. El 10 de octubre de 2023, la NASA lanzó el orbitador Psyche, que debería llegar en agosto de 2029 para estudiar el asteroide. 511 Davida podría tener minerales y recursos por valor de 27 cuatrillones de dólares.
La NASA estima que entre 1,1 y 1,9 millones de asteroides en el cinturón de asteroides tienen un diámetro superior a 1 kilómetro. Millones son más pequeños. Aproximadamente el 8% de los asteroides conocidos del cinturón principal tienen una composición similar a la de 16 Psique. Una empresa, Planetary Resources, ya está desarrollando tecnologías con el objetivo de usarlas para extraer asteroides. Planetary Resources estima que algunos asteroides de 30 metros de largo contienen hasta 25.000 y 50.000 millones de dólares en platino.

## Transporte
El viaje interplanetario es un desafío porque el cinturón de asteroides está lejos, a cientos de millones de kilómetros. Una misión humana a Marte, a decenas de millones de kilómetros, es igualmente desafiante. La misión del rover de Marte, por ejemplo, tomó 253 días para llegar a Marte. Rusia, China y la Agencia Espacial Europea realizaron un experimento, llamado MARS-500, entre 2007 y 2011 para evaluar las limitaciones físicas y psicológicas de los vuelos espaciales tripulados. El experimento concluyó que 18 meses de soledad era el límite para una misión espacial tripulada. Con la tecnología actual, el viaje al cinturón de asteroides superaría los 18 meses, lo que sugiere que una misión tripulada podría requerir superar este desafío.

## Aterrizaje
Los asteroides no son lo suficientemente grandes como para producir una gravedad significativa, lo que dificulta el aterrizaje de una nave espacial. Los humanos aún no han aterrizado una nave espacial en un asteroide del cinturón de asteroides, pero naves no tripuladas han aterrizado temporalmente en algunos asteroides, el primero de los cuales en 2001 fue 433 Eros, un NEA del grupo Amor, y más recientemente 162173 Ryugu, otro NEA del grupo Apolo. Esto fue parte de la misión Hayabusa2 realizada por la Agencia Espacial Japonesa. El aterrizaje utilizó cuatro propulsores iónicos solares y cuatro ruedas de reacción para el control de orientación y órbita de la nave para aterrizar en Ryugu. Estas tecnologías podrían aplicarse para completar un aterrizaje exitoso en el cinturón de asteroides.

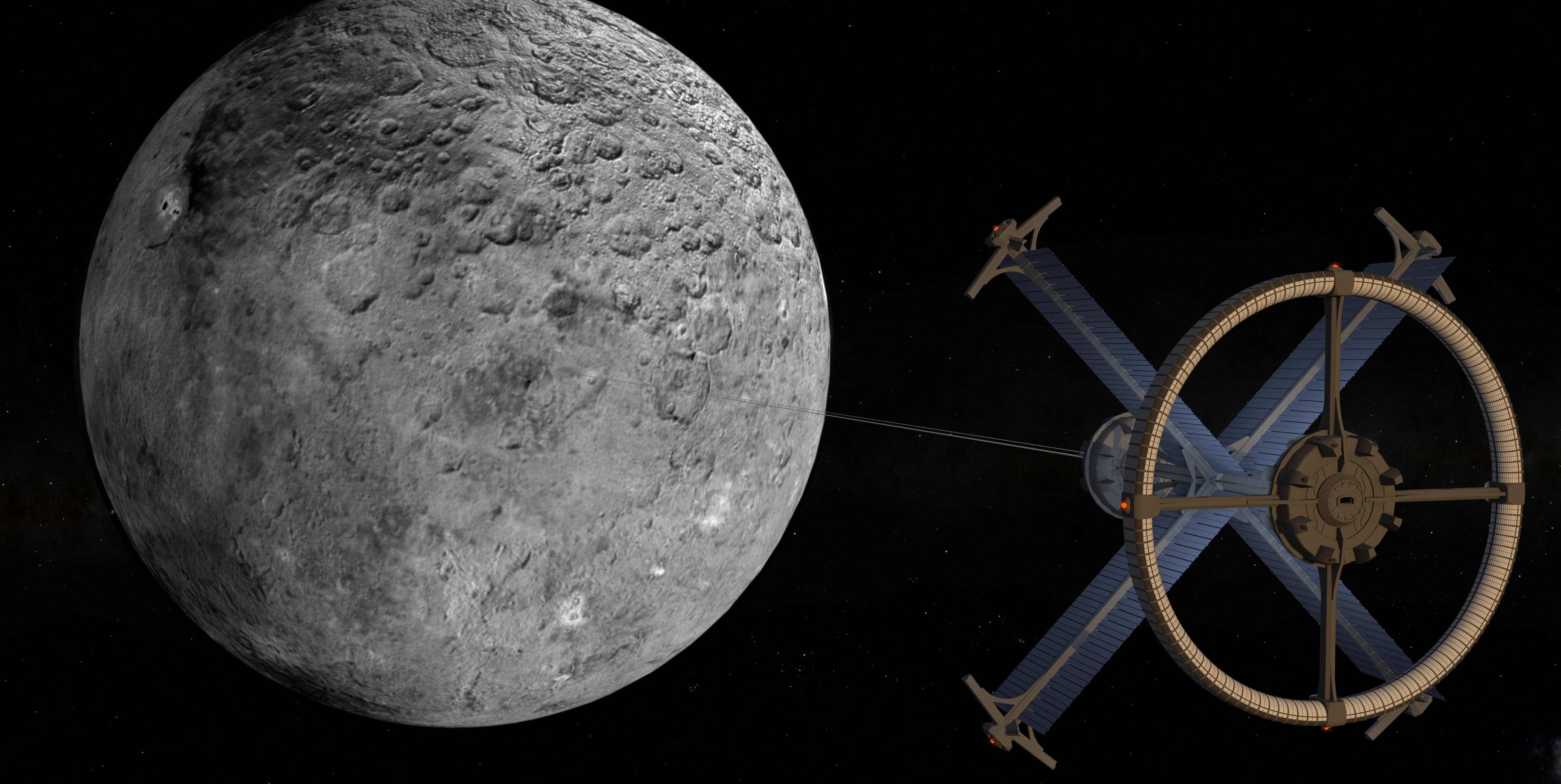
Concepto de ascensor espacial en Ceres
La gravedad superficial es
0.284 m/s^{2}
0.029 g
menos del 3% de la de la Tierra.

### Ceres

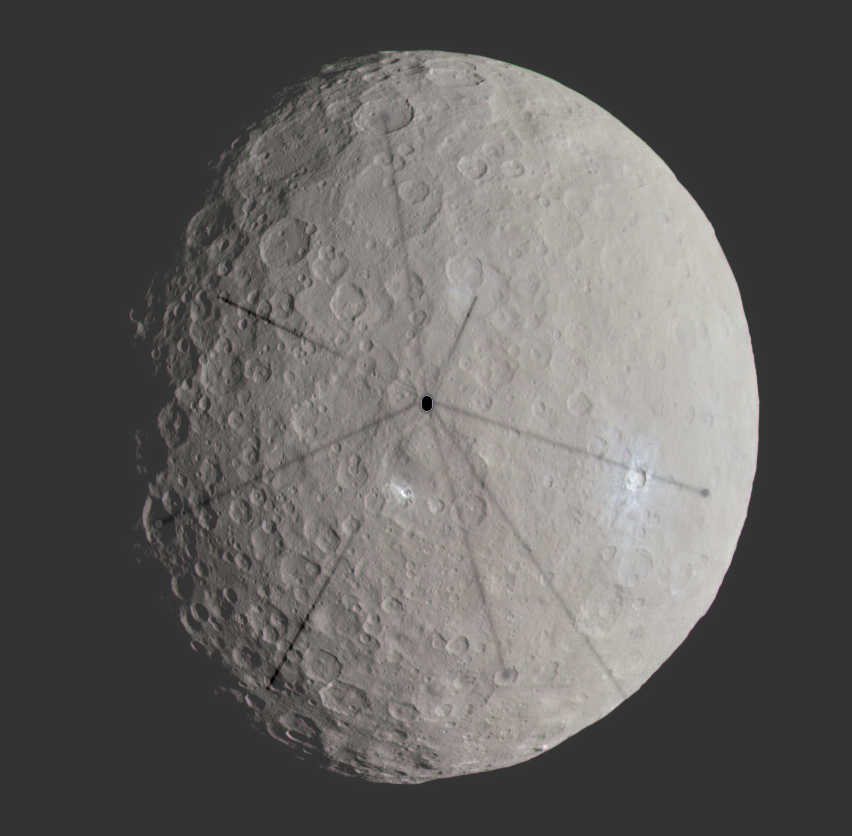
Concepto de tren de gravedad en Ceres.

Ceres es un planeta enano y el cuerpo más grande del cinturón de asteroides. Al ser criovolcánico, tiene potencial para la minería de asteroides de recursos para la colonización. Su atracción gravitacional es más fuerte que la de otros cuerpos en el cinturón de asteroides, lo que hace que la colonización superficial sea una posibilidad más realista.
Ceres tiene agua, amoníaco y metano fácilmente disponibles, importantes para la supervivencia, el combustible y posiblemente la terraformación de Marte y Venus. La colonia podría establecerse en un cráter superficial o bajo tierra. Sin embargo, incluso Ceres solo tiene una gravedad superficial de 0,03g, que no es suficiente para evitar los efectos negativos de la microgravedad (aunque facilita el transporte hacia y desde Ceres). Por lo tanto, serían necesarios tratamientos médicos o gravedad artificial. Además, colonizar el cinturón de asteroides principal probablemente requeriría que ya existiera infraestructura en la Luna y Marte.
Algunos han sugerido que Ceres podría actuar como una base o centro principal para la minería de asteroides. Sin embargo, Geoffrey A. Landis ha señalado que el cinturón de asteroides es un lugar poco adecuado para una base de minería de asteroides si se pretende explotar más de un asteroide: los asteroides no están cerca unos de otros, y dos asteroides elegidos al azar probablemente estén en lados opuestos del Sol. Sugiere que sería mejor construir dicha base en un planeta interior, como Venus: los planetas interiores tienen velocidades orbitales más altas, lo que reduce el tiempo de transferencia a cualquier asteroide específico, y orbitan el Sol más rápido, por lo que las ventanas de lanzamiento hacia los asteroides son más frecuentes (un período sinódico más corto). Así, Venus está más cerca de los asteroides que la Tierra o Marte en términos de tiempo de vuelo. Los tiempos de transferencia para los viajes Venus-Ceres y Venus-Vesta son de 1,15 y 0,95 años respectivamente en trayectorias de mínima energía, lo que es incluso más corto que Tierra-Ceres y Tierra-Vesta, que son 1,29 y 1,08 años respectivamente.

### Minería del cinturón de asteroides desde Marte
| Sol Troyanos Júpiter Órbitas de los planetas | Cinturón de asteroides Asteroides Hilda (Hildas) Objetos cercanos a la Tierra (selección) |

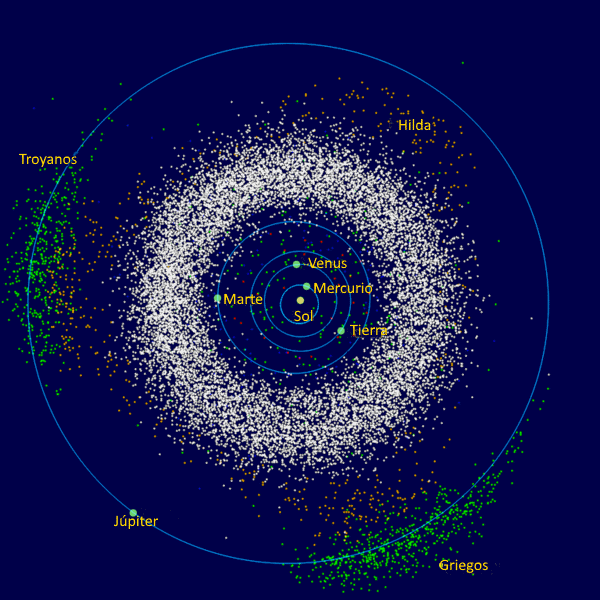
Los asteroides del sistema solar interior y Júpiter: El cinturón está ubicado entre las órbitas de Júpiter y Marte.

Anthony Taylor, Jonathan C. McDowell y Martin Elvis sugieren que la luna de Marte Fobos sea una base para la minería del cinturón de asteroides. La luna proporciona una plataforma grande y una masa para protección contra la radiación, y no está lejos de la superficie de Marte. Por lo tanto, una base en Fobos para la minería de asteroides funciona de manera económica junto con el asentamiento en Marte. El cinturón principal es más accesible desde la órbita marciana que desde la órbita terrestre baja. Dado que Marte está mucho más cerca del cinturón de asteroides que la Tierra, se requeriría menos Delta-v para llegar al cinturón de asteroides y devolver minerales a Marte.
Una hipótesis es que el origen de las lunas de Marte (Fobos y Deimos) son en realidad captura de asteroides del cinturón de asteroides. Usar la luna Fobos para lanzar naves espaciales es energéticamente favorable y un lugar útil desde el cual enviar misiones a los asteroides del cinturón principal. La minería del cinturón de asteroides desde Marte y sus lunas podría ayudar en la Colonización de Marte.

Un ascensor espacial basado en Fobos podría reducir el costo del transporte. Véase Colonización de Marte#Transporte

Ascensor espacial Fobos
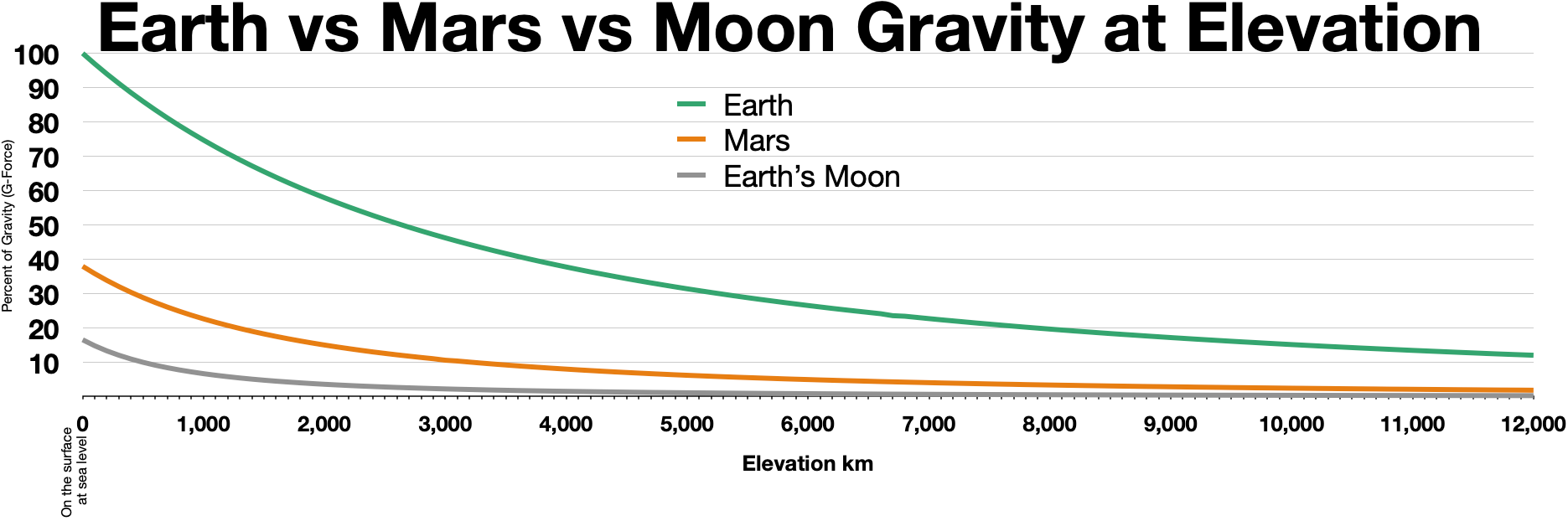
Tierra , Marte y Luna: gravedad en altura.

## Desafíos para la habitabilidad humana

### Gravedad
La falta de gravedad tiene muchos efectos adversos en la biología humana. La transición de campos gravitacionales tiene el potencial de afectar la orientación espacial, la coordinación, el equilibrio, la locomoción, y puede inducir mareo por movimiento. Los asteroides, sin gravedad artificial, tienen una gravedad relativamente baja en comparación con la Tierra. Sin la gravedad trabajando en el cuerpo humano, los huesos pierden minerales y la densidad ósea disminuye un 1% mensual. En comparación, la tasa de pérdida ósea en ancianos es de entre 1–1,5% anual. La excreción de calcio de los huesos en baja gravedad aumenta el riesgo de cálculos renales. Además, los fluidos del cuerpo se desplazan hacia la cabeza, lo que puede causar presión en la cabeza y problemas de visión.
En general, la condición física tiende a disminuir, y una nutrición adecuada se vuelve mucho más importante. Sin gravedad, los músculos se utilizan menos y el movimiento general es más fácil. Sin un entrenamiento intencional, la masa muscular, el acondicionamiento cardiovascular y la resistencia disminuirán.

#### Gravedad artificial
La gravedad artificial ofrece una solución a los efectos adversos de la gravedad cero en el cuerpo humano. Una posibilidad, investigada en un estudio realizado por investigadores de la Universidad de Viena, implica excavar y rotar un cuerpo celeste. Los colonos vivirían dentro del asteroide, y la fuerza centrífuga simularía la gravedad de la Tierra. Los investigadores encontraron que, aunque no está claro si los asteroides serían lo suficientemente fuertes para mantener la tasa de rotación necesaria, no podían descartar tal proyecto si las dimensiones y la composición del asteroide estuvieran dentro de niveles aceptables.
Actualmente, no hay aplicaciones prácticas a gran escala de gravedad artificial para vuelos espaciales o esfuerzos de colonización debido a problemas de tamaño y costo. Sin embargo, varios laboratorios de investigación y organizaciones han realizado pruebas utilizando centrífugas humanas para estudiar los efectos de la gravedad artificial prolongada o intermitente en el cuerpo, en un intento de determinar la viabilidad para futuras misiones como vuelos espaciales de larga duración y colonización espacial. Un equipo de investigación de la Universidad de Colorado Boulder descubrió que podían hacer que todos los participantes de su estudio se sintieran cómodos a aproximadamente 17 revoluciones por minuto en una centrífuga humana, sin el mareo por movimiento que tiende a afectar la mayoría de las pruebas de aplicaciones de gravedad artificial a pequeña escala. Esto ofrece un método alternativo que puede ser más viable considerando el costo significativamente reducido en comparación con estructuras más grandes.

### Temperatura
La mayoría de los asteroides están ubicados en el cinturón de asteroides, entre Marte y Júpiter. Esta es una región fría, con temperaturas que varían de –73 °C a –103 °C. La vida humana requerirá una fuente de energía constante para mantenerse caliente.

### Radiación
En el espacio, los rayos cósmicos y las erupciones solares crean un entorno de radiación letal. La radiación cósmica tiene el potencial de aumentar el riesgo de enfermedad cardiovascular, cáncer, trastorno del sistema nervioso central y síndrome de radiación aguda. En la Tierra, la vida está protegida por un campo magnético y su atmósfera, pero los asteroides carecen de esta defensa.
Una posibilidad para protegerse contra esta radiación es vivir dentro de un asteroide. Se estima que los humanos estarían suficientemente protegidos de la radiación al excavar 100 metros dentro de un asteroide. Sin embargo, la composición de los asteroides crea un problema para esta solución. Muchos asteroides son montones de escombros poco organizados con muy poca integridad estructural.

### Psicología
Los viajes espaciales tienen un gran impacto en la psicología humana, incluyendo cambios en la estructura cerebral, la interconectividad neuronal y el comportamiento.
La radiación cósmica tiene la capacidad de impactar el cerebro y ha sido estudiada extensivamente en ratas y ratones. Estos estudios muestran que los animales sufren disminuciones en la memoria espacial, la interconectividad neuronal y la memoria. Además, los animales mostraron un aumento en la ansiedad y el miedo.
El aislamiento del espacio y la dificultad para dormir en el entorno también contribuyen a los impactos psicológicos. La dificultad de comunicarse con aquellos en la Tierra puede contribuir a la soledad, la ansiedad y la depresión. Un estudio ruso simuló los impactos psicológicos de los viajes espaciales prolongados. Seis hombres sanos de varios países, pero con antecedentes educativos similares a los de los astronautas, vivieron dentro de un módulo cerrado durante 520 días en 2010 y 2011. Los miembros del estudio reportaron síntomas de depresión moderada, ciclos de sueño anormales, insomnio y agotamiento físico.
Además, la NASA informa que misiones a escala global han terminado o se han detenido debido a problemas mentales. Algunos de estos problemas incluyen delirios mentales compartidos, depresión y angustia por experimentos fallidos.
Sin embargo, en muchos astronautas, los viajes espaciales pueden tener un impacto mental positivo. Muchos astronautas reportan un aumento en la apreciación por el planeta, el propósito y la espiritualidad. Esto resulta principalmente de la vista de la Tierra desde el espacio.